# Kinh Thánh

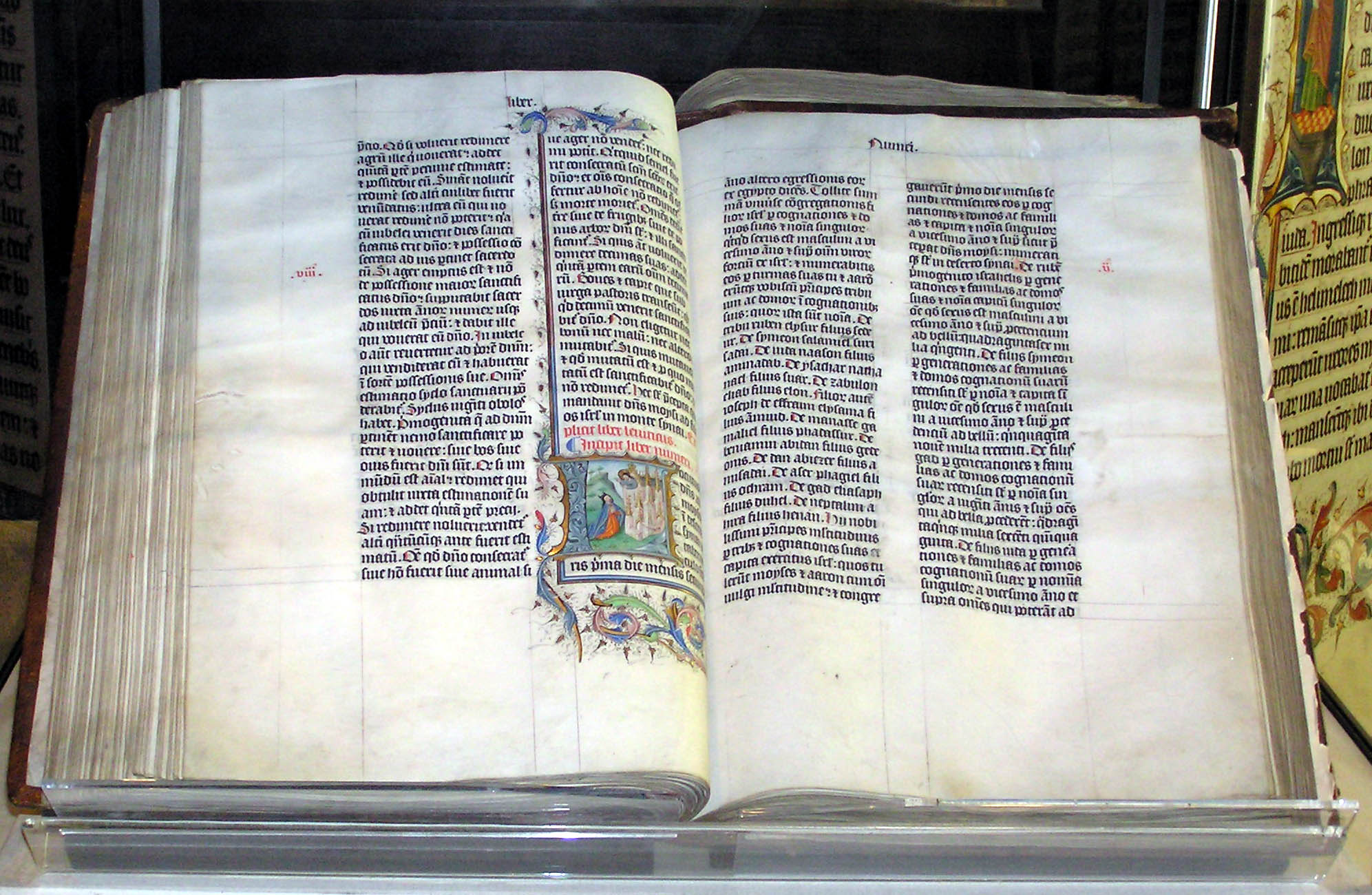
Bản Kinh Thánh viết tay tiếng La Tinh, được trưng bày ở Tu viện Malmesbury, Wiltshire, Anh. Quyển Kinh Thánh này được viết tại Bỉ vào năm 1407 CN, dùng để xướng đọc trong tu viện.

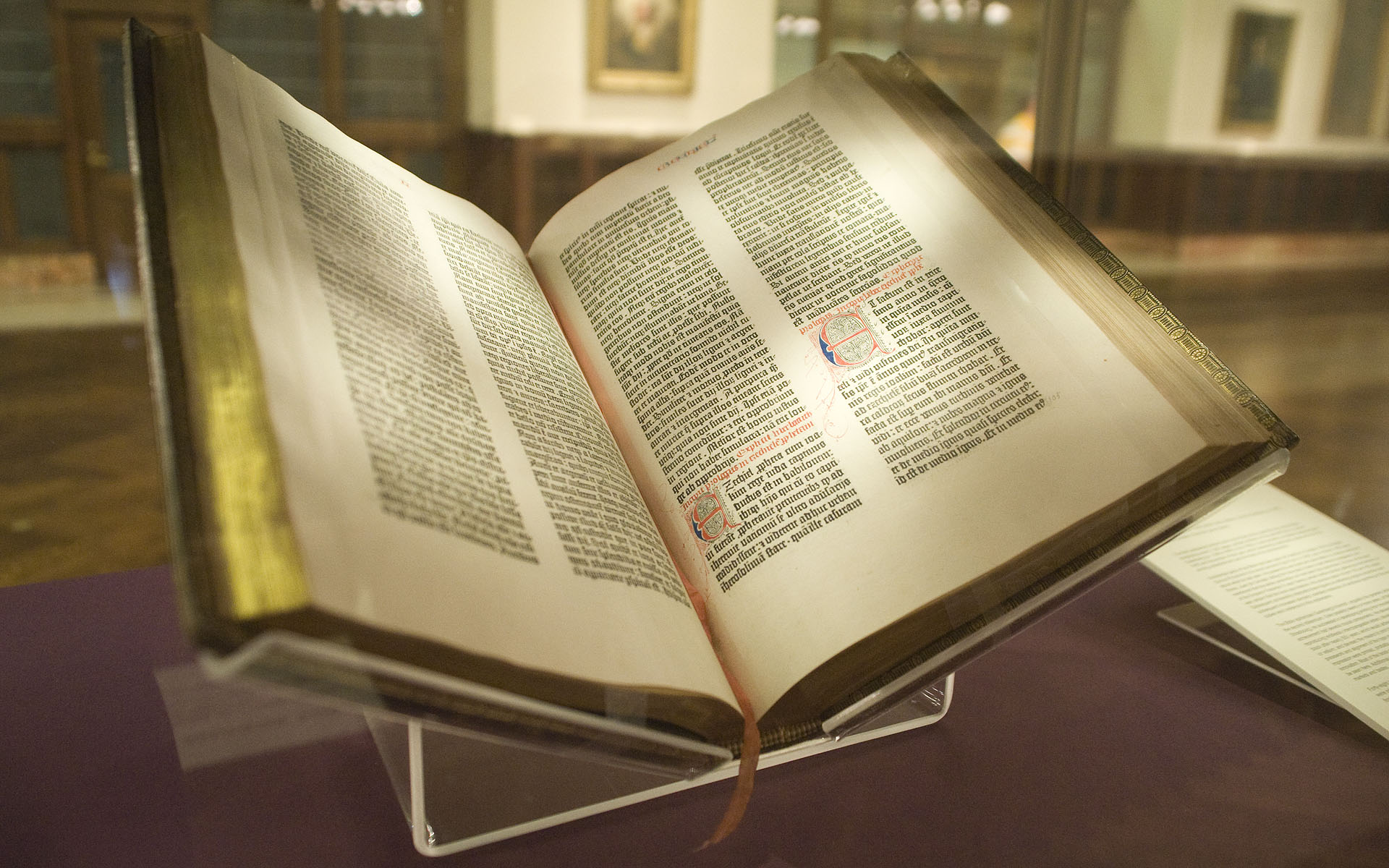
Quyển Kinh Thánh Gutenberg, một trong những quyển sách đầu tiên được in hàng loạt (giữa thế kỷ thứ 15).

Kinh Thánh (hay còn gọi là Thánh kinh hoặc sách Thánh) là các văn bản thiêng liêng của nhiều niềm tin khác nhau, nhưng thường là từ các tôn giáo khởi nguồn từ Abraham. Do Thái giáo và Kitô giáo đều gọi sách thánh của mình là "Kinh Thánh", mặc dù giữa chúng có khác biệt về số lượng sách. Các văn bản này thường được viết trong giai đoạn hình thành của các niềm tin Do Thái giáo và Kitô giáo; những người lãnh đạo của các cộng đồng này tin đây là các sách được linh truyền từ Thiên Chúa để thể hiện lịch sử uy quyền của mối liên hệ giữa Thiên Chúa và dân của ngài.
Người Do Thái gọi Kinh Thánh của họ là Tanakh, gồm 24 quyển, chia làm 3 phần: Sách Luật Giao Ước (Torah), Sách Ngôn Sứ (Nevi'im) và Sách Văn Chương (Ketuvim).
Kinh Thánh Kitô giáo gồm Cựu Ước (nghĩa là "Giao ước cũ") và Tân Ước (nghĩa là "Giao ước mới"). Cựu Ước là phần kế thừa từ Tanakh, được chia thành các nhóm sách: Ngũ Thư, Lịch sử, Ngôn Sứ và Giáo Huấn; còn Tân Ước là các sách do các môn đệ của Chúa Giêsu (và những người kế thừa họ) được linh hứng, nghĩa là được soi sáng và thúc đẩy, để viết ra. Tân Ước gồm 27 quyển, số lượng này được cố định vào thế kỷ thứ 4 và được hầu hết các giáo hội Kitô giáo chấp nhận. Chúng bao gồm sách Phúc Âm, sách Công vụ Tông đồ, các thư của Phaolô, các thư của các sứ đồ khác và sách Khải Huyền.
Dù Tanakh gồm 24 quyển, nhưng các nhóm Kháng Cách tính thành 39 quyển. Giáo hội Công giáo và các giáo hội Kitô khác có thêm một số sách trong Cựu Ước, lấy từ Bản Bảy Mươi (Septuaginta) của Do Thái vì họ giữ các sách này lại sau khi chúng bị những người Cải cách Kháng Cách (Tin Lành) loại bỏ.
Kinh Thánh là bộ sách bán chạy nhất mọi thời đại, ước tính mỗi năm có thêm 200 triệu bản, và nó đã gây sức ảnh hưởng lớn về văn học và lịch sử, đặc biệt là ở thế giới phương Tây, nơi mà nó là sách lần đầu được in hàng loạt.
Kinh Thánh có lẽ là bộ sách gây ảnh hưởng nhiều nhất trong lịch sử loài người. Số bản in Kinh Thánh vượt mọi sách khác. Kinh Thánh Hebrew giáo cũng như Kinh Thánh Kitô giáo được dịch nhiều lần, sang nhiều ngôn ngữ hơn bất cứ sách nào khác. Kinh Thánh trọn bộ, hoặc một phần, đã được dịch sang hơn 2.400 ngôn ngữ của 95% dân số thế giới. Kể từ năm 1815, ước tính đến năm 2024 có khoảng hơn 7,5 tỷ ấn bản Kinh Thánh (chưa kể lượt download online khoảng 960 triệu) trở nên sách bán chạy nhất trong mọi thời đại.
Nhiều nhà giáo dục thấy rằng Kinh Thánh Ki-tô giáo đã ăn rễ vững chắc vào Văn hóa phương Tây đến nỗi "bất cứ ai, dù có niềm tin hay không, nếu không quen thuộc với các giá trị và giáo huấn của Kinh Thánh sẽ trở nên dốt nát về văn hoá."
Từ "kinh Thánh" trong tiếng Hy Lạp là βιβλια (biblia), nghĩa là "sách", từ này lại có nguồn gốc từ βυβλος (byblos) có nghĩa "giấy cói" (papyrus), từ tên của thành phố Byblos xứ Phenicie (Phoenicia) cổ đại, là nơi xuất khẩu giấy cói. Thuật ngữ "Kinh Thánh" cũng được dùng cho các văn bản thiêng liêng của các niềm tin không Do Thái và không Ki-tô; vì vậy Guru Granth Sahib thường được dùng để chỉ "Kinh Thánh Sikh".

## Kinh Thánh Hebrew
Kinh Thánh Hebrew (còn gọi là Kinh Thánh Do Thái giáo, hoặc Tanakh trong tiếng Do Thái) có 24 sách. Tanakh là chữ viết tắt của ba phần trong Kinh Thánh Hebrew: Torah (Luật, Ngũ Thư hoặc Ngũ Kinh), Nevi'im (Ngôn sứ hoặc Tiên tri), và Ketuvim (Văn chương). Kinh Thánh có khoảng 160.764 từ.

### Ngũ Thư của Moses
Torah hoặc "Giáo huấn" được biết đến với tên Ngũ Thư của Moses (Mô-sê hoặc Môi-se trong tiếng Việt), vì vậy còn có tên Chumash hay Pentateuch (tiếng Hebrew hoặc tiếng Hy Lạp nghĩa là "năm").
Năm sách này là:
- Sách Sáng Thế hay Sáng Thế ký hay Khởi Nguyên (Bereishit בראשית)
- Sách Xuất Hành hay Xuất Ê-díp-tô ký (Shemot שמות)
- Sách Lêvi hay Lê-vi ký (Vayikra ויקרא)
- Sách Dân số hay Dân số ký (Bemidbar במדבר)
- Sách Đệ Nhị Luật hay Phục truyền Luật lệ ký hay Thứ Luật (Devarim דברי)

Ngũ Thư hay Torah tập chú vào ba thời điểm làm thay đổi mối quan hệ giữa Thiên Chúa và con người.
Mười một chương đầu của Sách Sáng thế cung cấp những ký thuật về sự sáng tạo (hoặc trật tự) của thế giới, và lịch sử của mối tương giao ban đầu giữa Thiên Chúa và loài người.
Ba mươi chín chương còn lại của Sách Sáng thế thuật lại việc thiết lập giao ước giữa Thiên Chúa và các tổ phụ của dân tộc Do Thái như Abraham, Isaac và Jacob (còn gọi là Israel), cùng với dòng dõi của Jacob ("Con dân Israel"), đặc biệt là Joseph, cũng ghi chép về cung cách Thiên Chúa kêu gọi Abraham rời bỏ gia tộc và quê hương ở thành Ur để ra đi, cuối cùng định cư trên đất Canaan, và thuật lại câu chuyện Con dân Israel về sau di cư đến Ai Cập. Bốn sách còn lại của Torah ký thuật cuộc đời của Moses, một hậu duệ sống hàng trăm năm sau các tổ phụ. Các biến cố trong cuộc đời Moses xảy ra cùng lúc với cuộc giải phóng Con dân Israel khỏi ách nô lệ trong xứ Ai Cập, để làm sống lại giao ước giữa họ và Thiên Chúa tại núi Sinai, và về thời kỳ dong ruổi trong hoang mạc cho đến khi một thế hệ mới sẵn sàng tiến vào xứ Canaan. Torah khép lại với ghi chép về cái chết của Moses.
Theo truyền thống, Torah chứa đựng 613 mitzvot, hoặc điều luật, của Thiên Chúa, được mặc khải từ thời kỳ nô lệ trong đất Ai Cập cho đến lúc sống đời tự do trong xứ Canaan. Những điều luật này kiến tạo nền tảng cho luật Halakha của Do Thái giáo và được chi tiết hóa trong bộ luật Talmud. Torah được chia thành 54 phần, được xướng đọc theo thứ tự trong nghi thức Do Thái giáo, vào mỗi ngày Sabbath (thứ Bảy trong tuần), từ trang đầu của Sách Sáng Thế cho đến trang cuối của Sách Đệ Nhị Luật. Chu trình này chấm dứt và lại khởi đầu vào cuối kỳ Sukkot, còn gọi là Simchat Torah.

### Sách Tiên tri
Các sách Tiên tri hoặc Ngôn sứ (Nevi'im) thuật lại sự trỗi dậy của vương triều Do Thái, sự chia cắt đất nước thành hai vương quốc, và những nhà tiên tri (ngôn sứ), những người nhân danh Thiên Chúa đến để rao truyền sự đoán phạt trên các quân vương và Con dân Israel. Các sách này khép lại với ghi chép về sự kiện người Assyria xâm chiếm Vương quốc Israel và người Babylon chiếm đóng Vương quốc Judah, cùng sự phá hủy Đền thờ tại Jerusalem. Trong ngày Sabbath, người Do Thái vẫn đọc những phần khác nhau của các sách tiên tri. Còn sách Jonah được đọc trong ngày lễ Yom Kippur.
Theo truyền thống Do Thái, phần Tiên tri được chia thành 8 sách. Các bản dịch hiện nay lại chia chúng thành 17 sách.
Tám sách này là:
- Sách Giôsuê hoặc Yehoshua [יהושע]
- Sách Thủ Lãnh - Shoftim [ שופטים]
- Sách Samuen hoặc Shmu'el' [שמואל] (Sách Samuel thường được chia thành 2 sách thứ nhất và thứ nhì; nhân vật Samuel có thể được xem là Quan Xét cuối cùng (các con trai của ông được chỉ định làm quan xét nhưng bị dân chúng khước từ), ông cũng được xem là người đầu tiên trong số các nhà tiên tri; ông là người thay mặt dân chúng nài xin Thiên Chúa chọn và xức dầu vị vua đầu tiên của dân Israel).
- Sách Các Vua hoặc Melakhim [מלכים] (thường được chia thành hai sách)
- Sách Isaia hoặc Yeshvahu [ישעיהו]
- Sách Giêrêmia hoặc Yirmiyahu [ירמיהו]
- Sách Êdêkien hoặc Yehezq'el [יחזקאל]
- Các sách Tiên tri hoặc Mười hai Ngôn sứ nhỏ [Trei Asarתרי עשר]
  1. Hosea hoặc Hoshea [הושע]
  2. Joel hoặc Yo'el [יואל]
  3. Amos [עמוס]
  4. Obadiah hoặc Ovadyah [עבדיה]
  5. Jonah hoặc Yonah [יונה]
  6. Micah hoặc Mikhah [מיכה]
  7. Nahum hoặc Nachum [נחום]
  8. Habakkuk hoặc Habaquq [חבקוק]
  9. Zephaniah hoặc Tsefania [צפניה]
  10. Haggai [חגי]
  11. Zechariah hoặc Zekharia [זכריה]
  12. Malachi hoặc Malakhi [מלאכי]

Ngũ Thư và các sách Tiên tri đều là những thiên anh hùng ca, dù ở đây không thể tìm thấy những nhân vật anh hùng (Moses và David, trong nhiều khía cạnh, có thể xem như là đối nghịch với hình ảnh anh hùng; có người xem toàn thể Con dân Israel là anh hùng, hoặc nhiều người khác chỉ chọn một anh hùng duy nhất, Thiên Chúa).

### Văn chương
Các sách Văn chương hoặc Trước tác (Ketuvim) có lẽ đã được viết trong hoặc sau thời kỳ Lưu đày tại Babylon. Đây là các sách sau cùng được quy điển. Theo cách giải thích truyền thống của Do Thái giáo, nhiều bài Thánh vịnh trong Sách Thánh Vịnh (hoặc Thi Thiên) được xem là những trước tác của Vua David; Vua Solomon được xem là tác giả của Sách Diễm Ca (hoặc Nhã Ca) khi nhà vua còn trẻ, còn Sách Châm Ngôn được trước tác khi nhà vua đang độ tuổi trung niên chín chắn, và sách Sách Huấn Ca (hoặc Truyền Đạo) vào lúc tuổi già; Sách Ai Ca (hoặc Ca Thương) được cho là của tiên tri Jeremiah. Job là sách duy nhất trong Kinh Thánh được xem là không phải Do Thái. Sách Ruth kể chuyện một phụ nữ không thuộc dân tộc Do Thái (Ruth là người Moab) kết hôn với một người Do Thái, sau khi chồng qua đời, bà chấp nhận cuộc sống và niềm tin của người Do Thái; theo Kinh Thánh, Ruth là bà cố của Vua David. Có năm sách được chọn để đọc trong các ngày lễ Do Thái: Nhã ca trong ngày Lễ Vượt qua; Sách Ruth trong ngày lễ Shavuot; Ca thương trong lễ Ninth of Av; Truyền đạo trong ngày lễ Sukkot; và sách Zuffi trong ngày lễ Purim. Nhìn chung, phần Văn chương (Ketuvim) trong Kinh Thánh Hebrew gồm có thi ca trữ tình, những suy tư triết lý về cuộc sống, những câu chuyện về các tiên tri và các nhà lãnh đạo dân tộc Do Thái trong thời kỳ lưu đày. Phần này kết thúc với chiếu chỉ của hoàng đế Ba Tư cho phép dân Do Thái trở về Jerusalem và bắt tay tái thiết Đền thờ.
Phần Văn chương (Ketuvim) có 11 sách:
- Thánh Vịnh hay Thi thiên
- Sách Châm Ngôn
- Sách Job
- Sách Diễm Ca hay Nhã ca
- Sách Rút
- Sách Ai Ca) hay Ca thương
- Sách Huấn Ca)
- Sách Étte
- Sách Đanien
- Sách Étra và Sách Nơkhemia
- Sách Sử Biên Niên

### Dịch thuật và ấn hành
Phần lớn Kinh Thánh Hebrew (Tanakh) được viết bởi tiếng Hebrew Kinh thánh, với một vài phần (trong sách Daniel và sách Ezra) được biết bằng tiếng Aram.
Vào một thời điểm nào đó trong thế kỷ thứ 2 hoặc thứ 3 trước Công nguyên, kinh Torah được dịch sang tiếng Hy Lạp Koine (một phương ngữ Hy Lạp cổ), trong thế kỷ kế tiếp, các sách khác được dịch (hoặc trước tác). Thành quả dịch thuật này về sau trở thành Bản Bảy Mươi (Septuaginta), được sử dụng rộng rãi trong cộng đồng người Do Thái nói tiếng Hy Lạp, và sau này trong cộng đồng Cơ Đốc giáo. Có sự khác biệt đôi chút giữa Bản Bảy Mươi và bản tiếng Hebrew (Bản Masorete) được chuẩn hoá sau này. Có truyền thuyết cho rằng 70 nhà dịch thuật làm việc độc lập với nhau nhưng tạo ra những văn bản giống nhau, ngụ ý cả bản dịch cũng được linh truyền.
Từ thập niên 800 đến thập niên 1400, các học giả Do Thái giáo, được biết đến với tên Masorete, so sánh tất cả văn bản Kinh Thánh họ có trong tay trong nỗ lực tạo lập một văn bản chuẩn và đồng nhất; dần dần xuất hiện một nhóm các bản văn rất giống nhau, được gọi là Các Bản văn Masorete (Masoretic Texts - MT). Bởi vì chữ viết trong nguyên bản chỉ có phụ âm nên các học giả Masorete tìm cách thêm vào các nguyên âm (gọi là niqqud). Phương pháp này đòi hỏi phải chọn cách diễn giải thích ứng, vì có một số từ chỉ khác nhau ở nguyên âm – do đó ý nghĩa của từ ấy phụ thuộc vào nguyên âm được chọn. Trong số các bản văn Hebrew cổ còn lại, một số được tìm thấy trong Bộ Ngũ Thư Samaria, Các cuộn sách Biển Chết (Dead Sea Scrolls), và các phần rời cổ văn khác, được chứng thực bởi các văn kiện cổ thuộc các ngôn ngữ khác.
Trong các phiên bản của Bản Bảy Mươi chứa đựng một số sách và một vài đoạn không có trong Kinh Tanakh (Cựu Ước) theo Bản Masorete. Trong một số phiên bản, phần thêm vào là những trước tác bằng Tiếng Hy Lạp, trong một số phiên bản khác chúng là bản dịch các sách tiếng Hebrew không được tìm thấy trong Bản Masorete. Tuy nhiên, những phát hiện mới đây cho thấy phần thêm vào của Bản Bảy Mươi có nguồn gốc từ các văn bản Hebrew nhiều hơn đã từng tưởng. Mặc dù hiện nay không còn tồn tại bản văn gốc tiếng Hebrew của Bản Bảy Mươi, nhiều học giả tin rằng Bản Bảy Mươi dựa trên một bản văn cổ khác cũng là nền tảng cho Bản Masorete.

## Kinh Thánh Kitô giáo
Kinh Thánh sử dụng trong các giáo phái khác nhau của cộng đồng Kitô giáo bao gồm Cựu Ước và Tân Ước mà các phiên bản và các bản dịch chỉ khác nhau đôi chút. Cựu Ước dựa trên Kinh Thánh Hebrew, trong một số bản có phần thêm vào; Tân Ước ký thuật cuộc đời và lời giảng của Chúa Giêsu.

### Cựu Ước
Kể từ Bản Vulgate của Giêrônimô cho đến ngày nay, người ta thích chọn bản Masorete thay vì Bản Bảy Mươi để làm nguyên bản cho các bản dịch Cựu Ước sang các ngôn ngữ phương Tây, nhưng trong cộng đồng Kitô giáo Đông phương, các bản dịch vẫn thường dựa trên Bản Bảy Mươi. Một số bản dịch ở phương Tây sử dụng Bản Bảy Mươi để làm rõ nghĩa bản Masorete cho một số bản sao bị mục nát.
Có một số Thứ Kinh (deuterocanonical books) là một phần trong Bản Bảy Mươi Hy văn, nhưng không có trong Kinh Thánh Hebrew. Hầu hết các giáo hội Kháng Cách (Protestant) không công nhận các sách Thứ Kinh là Kinh Thánh mặc dù chúng vẫn có mặt trong Kinh Thánh Kháng Cách cho đến thập niên 1820, trong khi Giáo hội Công giáo, Chính Thống giáo Đông phương và các giáo hội phương Đông khác xem các sách Thứ Kinh là một phần của Cựu Ước. Công giáo công nhận 7 sách (Tôbia, Giuđitha, Macabê quyển 1, Macabê quyển 2, Khôn Ngoan, Huấn Ca, và Barúc) cũng như một vài đoạn trong sách Étte và Đanien. Một số giáo hội Chính Thống thêm vào một vài sách như Maccabê quyển 3, Thánh Vịnh 151, Étra quyển 1, Odes, Thánh Vịnh của Solomon và đôi khi là Macabê quyển 4.

### Tân Ước
Tân Ước là một tuyển tập 27 sách của Kitô giáo với Chúa Giêsu là nhân vật trung tâm, phần lớn được viết bằng tiếng Hy Lạp Koine trong thời kỳ sơ khai của Kitô giáo, được hầu hết Kitô hữu công nhận là Kinh Thánh.
Có thể chia Tân Ước thành ba nhóm:
- Các sách Phúc âm (trong đó các Phúc âm Mátthêu, Mark và Luca gọi là Phúc âm Nhất Lãm)
  - Phúc âm Matthew (Mátthêu hoặc Mathiơ)
  - Phúc âm Mark (Máccô hoặc Mác)
  - Phúc âm Luca
  - Phúc âm John (Gioan hoặc Giăng)
- Các Thư tín mục vụ
- Sách Khải Huyền của John (theo truyền thống là sứ đồ John)

### Ngôn ngữ và Ấn phẩm
Ấn bản đầu tiên của Tân Ước Hy văn xuất hiện năm 1516 từ nhà in Froben. Đây là một công trình của Desiderius Erasmus, dựa trên các bản cổ sao tiếng Hy Lạp theo truyền thống Byzantine, theo cách sắp xếp của ông, trong những phần không tìm được bản Hy văn, ông sử dụng bản Vulgate.
Erasmus là tín hữu Công giáo Rôma, nhưng ông thích sử dụng bản Hy văn Byzantine hơn bản Vulgate tiếng Latin, vì vậy ông bị một số chức sắc có thẩm quyền trong giáo hội xét nét ông với sự nghi ngờ.
Ấn bản đầu tiên dựa trên sự so sánh giữa các bản cổ sao được xuất bản bởi nhà in Robert Estienne ở Paris năm 1550. Các bản văn được in trong ấn bản này và trong ấn bản của Erasmus được biết đến dưới tên Textus Receptus (bản văn được công nhận), danh hiệu này được dùng cho ấn bản Elzevier năm 1633, gọi là bản văn nunc ab omnibus receptum (được mọi người công nhận). Dựa trên bản văn này mà các giáo hội trong thời kỳ Cải cách Kháng Cách thiết lập các bản dịch sang ngôn ngữ địa phương như bản King James trong tiếng Anh.
Sự phát hiện các bản cổ văn có tuổi thọ lớn hơn như codex Sinai (Codex Sinaiticus) và codex Vatican (Codex Vaticanus), khiến giới học giả xét lại quan điểm của mình về văn bản. Ấn bản năm 1831 của Karl Lachmann, dựa trên các bản cổ sao có niên đại từ thế kỷ thứ tư trở về trước, tìm cách biện luận rằng cần phải xét lại giá trị của Textus Receptus. Những bản văn này đều dựa trên những nghiên cứu học thuật nhờ vào sự khám phá các mảnh rời bằng giấy cói (papyrus), trong một số trường hợp, có niên đại lên đến chỉ vài thập niên cách biệt so với thời điểm trước tác của các sách trong Tân Ước. Do đó, hiện nay hầu như tất cả các bản dịch hoặc bản nhuận chánh (revision) của các bản dịch trước đó, tính từ hơn một thế kỷ cho đến nay, đều dựa trên các bản cổ sao này, mặc dù vẫn còn một số học giả thích lập nền trên Textus Receptus hoặc một bản văn tương tự, bản "Byzantine Majority Text".

## Quy điển
Quy điển Kinh Thánh là cách thức tuyển chọn và công nhận sách nào được cho là thiêng liêng. Quan điểm phổ biến trong Do Thái giáo (Judaism) cho rằng người ta đã thảo luận về tiến trình quy điển cho một số sách từ những năm 200 TC. cho đến năm 100 SC., mặc dù vẫn chưa được biết rõ ràng thời điểm nào trong thời gian này mà kinh điển Do Thái được xác lập.
Bên cạnh những sách được Do Thái giáo công nhận là Kinh Thánh, vào thế kỷ thứ tư Cơ Đốc giáo thêm vào Kinh Thánh 27 sách Tân Ước. Trong khi Công giáo công nhận các sách thứ kinh là một phần của Cựu Ước, tín hữu Kháng Cách chỉ công nhận các sách được quy điển của Do Thái giáo (Tanakh) là Kinh Thánh. Như thế, Cựu Ước Kháng Cách có 39 sách – có sự khác biệt về số đầu sách là vì chúng được phân chia lại trong khi vẫn giữ nguyên nội dung – còn Giáo hội Công giáo công nhận 46 sách là Kinh Thánh. 

## Các phiên bản và bản dịch
Trong giới học thuật, các bản dịch cổ thường được gọi là "phiên bản" (version) trong khi thuật ngữ "bản dịch" được dành cho các bản dịch thời trung cổ hoặc đương đại.
Nguyên bản của Tanakh là tiếng Hebrew, mặc dù có một vài phần được viết bằng tiếng Aram. Bên cạnh Bản Masorete được công nhận là bản thẩm quyền, người Do Thái vẫn sử dụng Bản Bảy Mươi, và bản Targum Onkelos, một bản Kinh Thánh tiếng Aram.
Kitô hữu thời kỳ sơ khai đã dịch Kinh Thánh Hebrew sang các ngôn ngữ khác; bản văn chính được sử dụng là Bản Bảy mươi để dịch sang tiếng Syria, Coptic, Latinh và các ngôn ngữ khác. Các bản dịch tiếng Latinh là có tầm quan trọng lịch sử đối với giáo hội phương Tây trong khi giáo hội phương Đông nói tiếng Hy Lạp tiếp tục sử dụng bản Bảy mươi (Cựu Ước) và không cần phải dịch Tân Ước (nguyên văn bằng tiếng Hy Lạp).
Bản dịch tiếng Latinh cổ xưa nhất là bản Latinh Cổ (Vetus Latina), dựa trên bản Bảy mươi, và như thế bao gồm những sách không được qui điển trong Kinh Thánh Hebrew.
Sự xuất hiện ngày càng nhiều các bản dịch tiếng Latinh khiến Giáo hoàng Đamasô I, vào năm 382, ủy nhiệm thư ký của mình là Giêrônimô để xác lập một bản văn nhất quán và đáng tin cậy. Giêrônimô đảm nhận sứ mạng này để hoàn tất một bản hoàn toàn mới dịch trực tiếp từ tiếng Hebrew của bản Kinh Tanakh. Bản dịch này là nền tảng cho bản dịch tiếng Latinh Vulgate, dù Giêrônimô dịch các Thi thiên (Thánh vịnh) từ tiếng Hebrew, dựa trên Bản Bảy Mươi cổ, với một ít sửa đổi, được giáo hội sử dụng và được đưa vào các ấn bản của bản Vulgate. Bản Vulgate bao gồm các sách thứ kinh (deuterocanonical books), được Giêrônimô nhuận chính, và trở nên bản dịch chính thức của Giáo hội Công giáo.

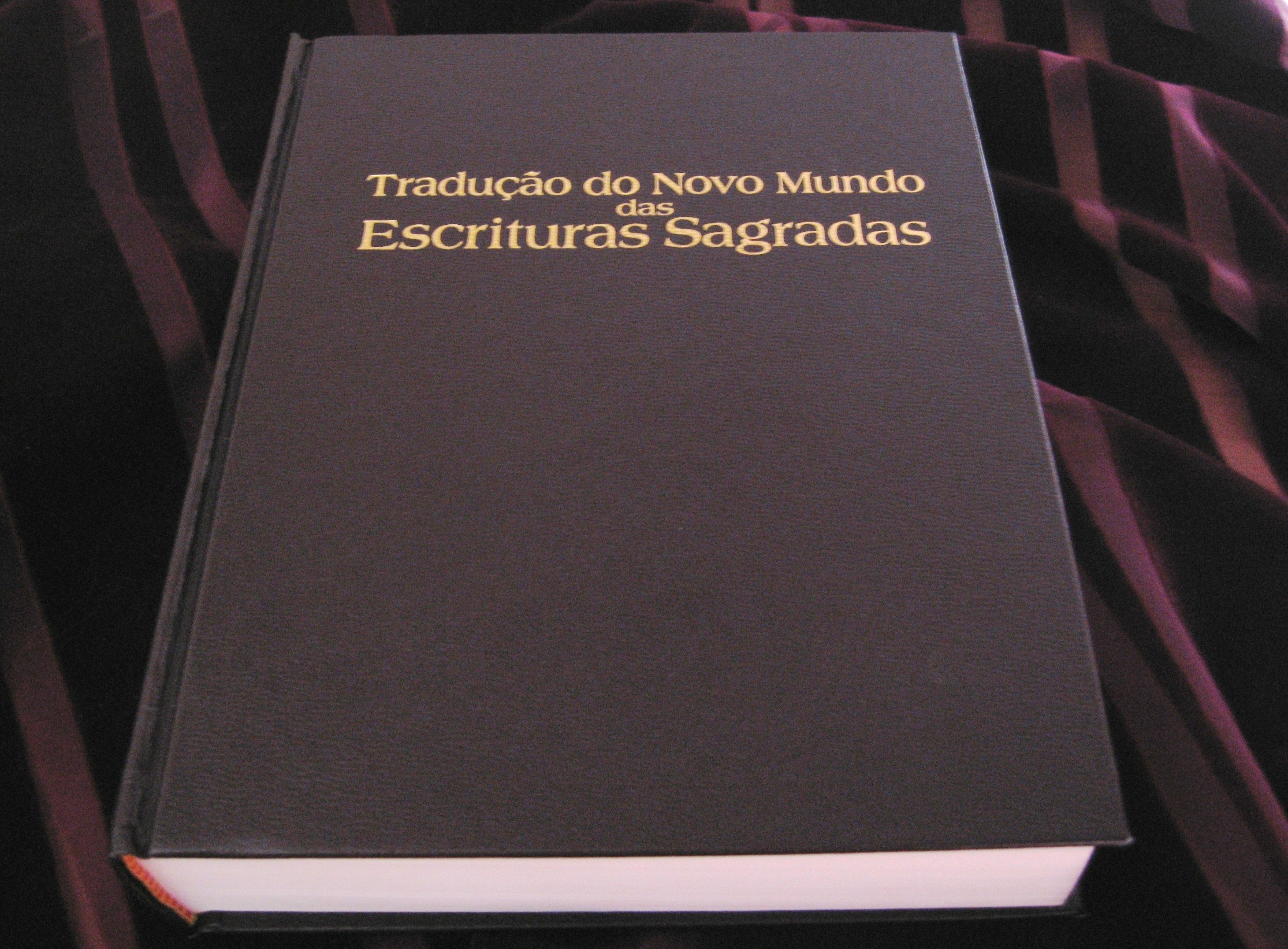
Kinh Thánh tiếng Bồ Đào Nha

## Phân đoạn và câu
Kỹ thuật phân đoạn (chương) và đánh số câu trong mỗi đoạn cho Kinh Thánh như hiện nay không dựa trên truyền thống bản văn cổ đại, mà là một phát kiến thời trung cổ. Về sau chúng được chấp nhận bởi nhiều người Do Thái, có tính tham khảo cho các bản văn Do Thái.
Sự phân chia các sách trong Kinh Thánh thành nhiều đoạn chương đã dấy lên những chỉ trích từ những người chuộng truyền thống và các học giả hiện đại. Họ lập luận rằng các bản văn bị phân chia thành nhiều đoạn trở nên thiếu mạch lạc, giảm sức thuyết phục, và khuyến khích việc trích dẫn ngoài văn mạch, có thể biến Kinh Thánh trở nên những phần trích dẫn phục vụ các mục tiêu khác. Tuy nhiên, việc phân chia các sách trong Kinh Thánh thành các đoạn và đánh số câu cho mỗi đoạn đã trở nên không thể thiếu cho công việc tham khảo trong nghiên cứu Kinh Thánh.
Stephen Langton được cho là người đầu tiên phân đoạn cho ấn bản Vulgate của Kinh Thánh vào năm 1205. Sau đó, trong thập niên 1400, kỹ thuật này được ứng dụng cho các bản sao tiếng Hy Lạp của Tân Ước. Robert Estienne (Robert Stephanus) là người đánh số câu cho mỗi đoạn, kỹ thuật này được ứng dụng cho các bản in năm 1565 (Tân Ước) và năm 1571 (Kinh Thánh Hebrew).

## Các dữ liệu khác
- Câu dài nhất trong Kinh Thánh là câu 9, chương 8 của sách Esther.
- Chương dài nhất là Thánh Vịnh 119, chương ngắn nhất là Thánh Vịnh 117.
- Chương ngay giữa Kinh Thánh là Thánh Vịnh 117. Có 594 chương trước đó, và 594 chương ở sau.
- Sách ngắn nhất trong Kinh Thánh là Thư mục vụ thứ ba của John (Gioan hoặc Giăng). Thư thứ hai của John có số câu ít hơn nhưng có nhiều từ hơn.
- Có cả thảy 773.692 từ trong Kinh Thánh (bản King James tiếng Anh).
- Câu ngắn nhất trong Kinh Thánh là Phúc Âm Gioan 11. 35, chỉ có 2 từ "Giêsu khóc".
- Từ dài nhất trong Kinh Thánh là "Mahershalalhashbaz" (nghĩa là "Sự cướp mau lên, của cướp kíp đến") được tìm thấy trong câu 1 và 3 của chương 8 sách Isaiah.
- Trong Kinh Thánh có hai chương có nội dung tương tự nhau là 2 Các vua 19 và Isaiah 37. (14 câu đầu của mỗi chương giống nhau từng chữ theo bản dịch Anh ngữ King James).
- Toàn bộ Kinh Thánh có 1.189 chương (929 chương trong Cựu Ước và 260 chương trong Tân Ước).
- Trong Kinh Thánh theo bản King James không có câu nào chứa đựng tất cả mẫu tự trong bảng chữ cái (alphabet), nhưng câu 21, chương 7 của sách Ezekiel có hầu như tất cả, chỉ thiếu mẫu tự "J", còn Daniel 4.37 chỉ thiếu mẫu tự "Q".
- Danh xưng "Jehovah" xuất hiện gần 7000 lần trong cả Cựu Ước và Tân Ước